# Мошненко, Юрий Иванович
Юрий Иванович Мошненко (4 мая 1938, Новая Водолага, Харьковская область, Украинская ССР, СССР — 25 августа 2014, Днепропетровск, Украина) — советский и украинский инженер-конструктор, главный научный сотрудник КБ «Южное», начальник Центра информационных связей КБ «Южное», учёный, писатель, журналист. Заслуженный работник промышленности Украины.

## Биография
Мать — Евдокия Терентьевна Плахутина (23.10.1914 — 04.02.2004). Родилась в селе Сурско-Литовское Днепропетровской области.
Учитель русского и украинского языков и литературы. Ветеран труда.
Отец — Мошненко Иван Захарович, родился в селе Новая Водолага Харьковской области, главный агроном села Сурско-Литовское. С первых дней, после окончания школы командиров, воевал в Великой Отечественной войне. Погиб в 1943 году в станице Черноерковская (Славянский район Краснодарского края) в битве с фашистской армией.
Брат — Мошненко Валентин Иванович, 01.05.1936 — 06.05.2009. Родился в селе Новая Водолага, окончил Днепропетровский горный институт, работал начальником бюро отдела механизации НПО «Днепрошина».
Юрий Иванович окончил с золотой медалью школу в селе Сурско-Литовское Днепропетровской области, затем — физико-технический факультет Днепропетровского государственного университета (ныне ДНУ).
Сразу же, после окончания университета, в 1960 году пришёл на работу в КБ «Южное». В 1965 г. стал начальником группы, в 1984 г. — начальником отдела, затем — начальником комплекса, с 2000 г. — главным научным сотрудником КБ «Южное».

## Трудовая деятельность
Всю свою трудовую жизнь Юрий Иванович работал на одном предприятии — в Конструкторском Бюро «Южное». Он занимал различные руководящие должности — работал начальником сектора, начальником отдела, руководителем комплекса, главным научным сотрудником. Мошненко Ю.И создал методику исследования и принимал непосредственное участие в проектировании и отработке фактически всех изделий космической техники КБ «Южное» в области решения проектно-исследовательских проблем теплообмена, теплопередачи и термодинамики.
Юрий Иванович проектировал ракетный комплекс «Зенит», работал с проектами «Южный старт», Морской старт, проектом международной компании «Sea Launch» и всеми остальными значимыми проектами КБ «Южное».
Мошненко Ю. И. кандидат технических наук, академик Международной Академии Астронавтики, руководитель одной из её секций. Юрий Иванович много лет был членом комитета Международной Федерации Астронавтики (International Astronautical Federation IAF), несколько раз в году проводил заседания секции IAF в различных странах мира. Принимал активное участие и состоял в научных и организационных комитетах многих международных симпозиумов
Юрий Иванович опубликовал более ста научно-технических работ, в том числе за рубежом.
Автор и соавтор 14 изобретений.
Кроме научной и конструкторской работы на должности Главного научного сотрудника КБ «Южное», с 2005 года, Юрий Иванович возглавлял Центр информационных связей КБ «Южное», лично выступал перед СМИ по важным информационным поводам, дал множество интервью.
Им опубликовано более полусотни статей в прессе, включая газеты «Конструктор», «Комсомольская правда», «Всеукраинские ведомости», «Зеркало недели», «2000», «Днепр вечерний» и др.
Мошненко Ю. И. выпустил литературные сборники: «Заметки на ракетных чертежах», «И ракеты голос громкий», «Голубой осколок грусти», был членом редакционной коллегии и автором-составителем ряда научно-популярных изданий КБ «Южное».
Являлся начальником Центра Информационных связей КБ «Южное»
Был одним из создателей ракеты «Зенит»
Был одним из конструкторов ракеты «Сатана» Юрий Мошненко
За многолетний и плодотворный труд и значительный вклад в создание ракетно-космической техники получил почетные звания и награды.
Мошненко ЮИ — автор и соавтор изобретений.

## Награды и звания
- награды Мошненко ЮИ

- Орден «За заслуги» III степени (10 апреля 1998 года) — за весомый личный вклад в укрепление научно-технического и производственного потенциала космической отрасли[9].
- Орден Дружбы (22 мая 2004 года, Россия) — за большой вклад в укрепление российско-украинского сотрудничества в области разработки и освоения ракетно-космической техники[10].
- Орден Трудового Красного Знамени (12 августа 1976 года).
- Орден «Знак Почёта» (20 марта 1987 года).
- Медаль «Ветеран труда» (26 июня 1986 года).
- Заслуженный работник промышленности Украины.
- Благодарность Президента Украины (2 сентября 2000 года) — за весомый личный вклад в развитие науки и техники, становление отечественной ракетно-космической отрасли[11].
- Медаль им. академика М. К. Янгеля Федерации космонавтики СССР (12 апреля 1984 года).
- Ветеран космической отрасли Украины (20 августа 2008 года).

## Работы
Мошненко Юрий Иванович — автор и составитель книг, сборников, статей, в том числе:
- Заметки на ракетных чертежах/Сост. Ю.И Мошненко. — К.: Изд. дом «Демід», 1996.
- Земные дороги и звездные орбиты / Сост. Ю.И Мошненко. — К.: Изд. дом «Друк», 1998.
- Заметки на ракетных чертежах. Сборник стихов, эссе и рисунков инженеров-ракетчиков. Сост. Ю. И. Мошненко. — Киев: 1996 г., 232с.
- Земные дороги и звездные орбиты. Штрихи к портрету Л. Кучмы / Сост. В. П. Горбулин, Ю. И. Мошненко, М. М. Сорока. — К: Видавничий центр «ДрУк», 1998.
- Профессия с грифом «секретно» / Сост. И. Г. Ханин, Ю. И. Мошненко, В. В. Веренев. — Д.: Изд-во Днепропетровского ун-та, 2001.
- …И ракеты голос громкий : очерки по ракетно-космической технике / Национальное космическое агентство Украины, Государственное конструкторское бюро «Южное»; авт.-сост. Ю. И. Мошненко, И. Г. Ханин. — Д. : Арт-Пресс, 2001. — 222 с. — (Космос и образование). — ISBN 966-7355-92-6[12]
- Голубой осколок грусти... Александр Янгель. Стихотворения [Текст] : [сборник] / Гос. предприятие "Конструктор. бюро "Южное" им. М. К. Янгеля" ; [сост.: Ю. Мошненко, В. Чеховский, И. Ханин] ; под общ. ред. Ю. И. Мошненко. - Д. : Лира, 2012. - 115 с.
- Мошненко Ю. И. От ракеты до велосипеда // www.zn.ua : Зеркало недели новости недели: политика, финансы экономика, аналитика. URL.[13]
- Мошненко Ю. И. , Шмукин А. А. , Герасименко К. Ф. , Лазученков Н. М. , Веселовский В. Б. О тепловых математических моделях сложных технических устройств[14]
- Статья Мошненко Ю. И. «Исследование температурных полей и термического сопротивления сотовой многослойной конструкции» (Google Scholar).